# Eric Voegelin
Eric Voegelin (narozen jako Erich Vögelin 3. ledna 1901, Kolín nad Rýnem – 19. ledna 1985 Palo Alto, Kalifornie) byl německo-americký konzervativní[zdroj?] politický filosof.

## Život
Voegelin vyrostl a studoval ve Vídni, kde mezi jeho učiteli byl také Hans Kelsen a Othmar Spann. Po studijních pobytech v USA a ve Francii zde roku 1928 promoval a začal přednášet politickou teorii na právnické fakultě. Po obsazení Rakouska roku 1938 emigroval přes Švýcarsko do USA, kde roku 1944 získal občanství. Učil na různých amerických univerzitách, v letech 1942-1958 na Louisiana State University v Baton Rouge. V letech 1958-1968 byl profesorem na univerzitě v Mnichově a po emeritování se vrátil do USA, kde působil na Hooverově ústavu při Stanfordově univerzitě. Mezi jeho celoživotní přátele patřili Friedrich Hayek, Leo Strauss či Alfred Schütz.

## Myšlení a dílo
Ústředním tématem Voegelinova myšlení byla otázka řádu ve společnosti, vyostřená zkušeností nacismu a holocaustu. Voegelin byl neobyčejně všestranný myslitel, který chápal politickou teorii jako celek humanitních a společenských věd od historie po psychologii a teologii. Jejím tématem je zkoumání řádu v historických i současných společnostech a jeho chápání lidmi. Voegelin rozlišoval tři druhy společenského řádu (či „pravdy“): kosmologickou pravdu orientálních říší, antropologickou pravdu antického Řecka a soteriologickou pravdu křesťanství. Konkrétní řád určité společnosti je podle něho výrazem převládajícího chápání této pravdy v dané společnosti.
Každý řád se zakládá na lidském vztahu k transcendenci, jehož vrcholem byla kombinace antropologického a křesťanského řádu v Římské říši starověku a středověku. Od 16. století podléhá tento řád erozi působením sil, které se nechtějí spokojit s postavením člověka někde mezi živočichem a Bohem (Aristotelés), ale chtějí vlastními silami přivodit spásu a konečný ráj na zemi.
Vyvrcholení těchto sil spatřoval Voegelin v totalitních hnutí dvacátého století. Ta se nejprve snažil vyložit jako "politická náboženství" (viz jeho stejnojmennou knihu z r. 1938). Totalitní ideologie vstupují na uprázdněné místo po náboženství; slibují spásu a spravedlivou společnost pod vedením svých vůdců, představují své utopie a strhují lid svými rituály. Totalitní státy tak mohou vypadat jako překonání sekularizace, jako návraty do dávné minulosti, ve skutečnosti jsou to podvodné pokusy ideologií zaujmout místo na domnělém „konci dějin“ a tak diktovat jejich celkový smysl.
V padesátých letech termín "politická náboženství" opustil a totalitní hnutí se snažil pochopit jako projev gnóze; řadu politických myslitelů od Hegela po současnost nazýval gnostiky. Po Kelsenově kritice a diskusi s Alfredem Schützem a Leo Straussem i od tohoto úzu ustoupil a sahal k obecnějším označením typu "pneumatopatologie".
Voegelin byl často kritizován pro svůj politický konzervatismus, na druhé straně mu křesťanští myslitelé vytýkají, že ho vůbec nezajímala historická skutečnost křesťanského zjevení a postava Ježíše Krista. Jeho „křesťanství“ je pouze myšlenka a v jeho vlastní terminologii tedy také gnóze.

## Dílo a působení
Hlavní díla Ericha Voegelina:
- Über die Form des amerikanischen Geistes. (O formě amerického ducha) Tübingen 1928.
- Rasse und Staat. (Rasa a stát) Tübingen 1933.
- Der autoritäre Staat. (Autoritářský stát) Wien 1936.
- Die politischen Religionen. (Politická náboženství) Wien 1938, nově München 1996, česky 2015
- The New Science of Politics. An Introduction. (Nová věda o politice) Chicago 1952, česky 2000. ISBN 80-85959-67-4
- Der Gottesmord. Zur Genese und Gestalt der modernen politischen Gnosis. (Vražda na Bohu. Ke vzniku a podobě moderní politické gnóze) München 1959, nově München 1999, česky spolu s dalšími texty 2018.
- Order and History. (Řád a dějiny) 5 svazků. Baton Rouge 1956-1987.
- Wissenschaft, Politik und Gnosis. (Věda, politika a gnóze) München 1959.
- Anamnesis. Zur Theorie der Geschichte und Politik (Anamnesis. K teorii dějin a politiky) München 1966
- From Enlightenment to Revolution. (Od osvícenství k revoluci) Durham 1975.
- Das Volk Gottes. Sektenbewegungen und der Geist der Moderne. (Boží lid: sekty a duch moderny) München 1994.
- Das Drama des Menschseins. (Drama lidského bytí) Passagen, Wien 2007. ISBN 978-3-85165-724-1
- Conversations with Eric Voegelin. (Rozhovory s E. Voegelinem) Čtyři přednášky v Montrealu v letech 1965 až 1976. Thomas More Institute, Montreal 1980.

Voegelinovo dílo, založené na mimořádně širokých historických i filosofických znalostech, nenašlo přímé pokračovatele, jeho pojetí „politických náboženství“ se však velmi rozšířilo a ovlivnilo řadu významných politických myslitelů. Sebrané spisy vyšly v 34 svazcích a Voegelinovu dílu se věnují univerzitní střediska v Mnichově, v Gentu, v Manchesteru a na Louisiana State University.